# Naturligt vattendjup
Naturligt vattendjup kallas det vattendjup som bara kan råda vid likforming strömning i (långa och raka) kanaler och öppna diken, där vattnet är opåverkad av både strömningsförhållandena uppströms och strömningsförhållandena nerströms. Detta kallas då för en bestämmande sektion. För en given tvärsektion, bottenlutning, skrovlighet och flöde, kan det naturliga vattendjupet beräknas (genom passning) i Mannings formel.
I naturen råder det sällan något naturligt vattendjup, utan sådant förekommer bara i långa och välrensade kanaler + öppna diken. När det naturliga vattendjupet väl råder, innebär detta att:
{\displaystyle y=y_{n}}
där
y = Verkligt vattendjup (m)
yn = Naturligt vattendjup (m)